# Georges Charpy
Georges Augustin Albert Charpy (Oullins, 1 de septiembre de 1865 – París, 25 de noviembre de 1945) fue un químico francés. Es conocido por ser el creador del péndulo homónimo.

## Biografía
Nacido en Oullins, era hijo de Camille Benoit Charpy, un oficial de la marina, y Léontine Duflos. Estudió en la École polytechnique (promoción X1885) desde 1885 hasta 1887, y se graduó en la Marina de Artillería. En 1887 fue profesor en la École Monge, y escribió una tesis de física en 1892. Comenzó una carrera industrial como ingeniero en Fábricas Saint-Jacques (Fraguas de Chatillon-Commentry-Neuves-Maisons), y se convirtió en director en 1898. En 1905 desarrolló el péndulo de Charpy. En 1919 fue elegido miembro de la Academia de las Ciencias, en la sección de aplicaciones de la ciencia a la industria. En 1920 se hizo profesor de Metalurgia en la École nationale supérieure des mines de Paris. En 1922 se hizo profesor de química general en la École polytechnique. Murió en París el 23 de noviembre de 1945, a causa de un ataque cardíaco.

## Condecoraciones
Oficial de la Legión de Honor.

## Publicaciones
- Recherches sur les solutions salines (1892). Tesis presentada en la Facultad de las ciencias de París, n° de orden 756.
- Leçons de chimie, en colaboración con Henri Gautier (1892).